# Ola Vigen Hattestad
Ola Vigen Hattestad (* 19. April 1982 in Askim) ist ein ehemaliger norwegischer Skilangläufer.

## Werdegang
Ola Vigen Hattestad lebt in Ørje und startet für den örtlichen Verein Ørje IL. Er lief erstmals im Dezember 2001 in internationalen Rennen. Zunächst startete er bei FIS-Rennen und im Continental-Cup. Der Sprint-Spezialist debütierte gegen Ende der Saison 2002/03 im Skilanglauf-Weltcup, konnte sich jedoch als 34. der Qualifikation noch nicht für die Finalläufe qualifizieren. Bis 2005 blieben Weltcupeinsätze nur sporadisch. Bei den norwegischen Meisterschaften des Jahres wurde er Sprintfünfter. Nur wenig später gewann Hattestad in Reit im Winkl ebenfalls als Fünftplatzierter erste Punkte im Weltcup. Kurze Zeit später erreichte er in Göteborg als Dritter einen ersten Podestplatz. Die Olympischen Winterspiele 2006 in Turin wurden das erste Großereignis des Norwegers. Bei den Wettkämpfen in Pragelato Plan erreichte er Rang neun. Im Jahr 2007 musste er sich bei den norwegischen Meisterschaften nur noch Trond Iversen geschlagen geben. Der Aufwärtstrend setzte sich mit dem erstmaligen Gewinn eines Weltcupsprints in Changchun fort. 2008 folgte ein zweiter Weltcupsieg und der erstmalige Titelgewinn bei den norwegischen Meisterschaften im Sprint. Nachdem Hattestad schon 2005 und 2007 Neunter in der Gesamtwertung des Sprintweltcups war, konnte er sie 2008 gewinnen. Außerdem erreichte er in der Saison 2007/08 neben seinem zweiten Weltcupsieg vier weitere Podiumsplatzierungen.
Die Saison 2008/09 wurde zu der erfolgreichsten Saison seiner Karriere. Hattestad konnte gleich den ersten Sprintweltcup der Saison in Kuusamo, welcher in der klassischen Technik ausgetragen wurde, für sich entscheiden. Zwei Wochen später gewann er auch den zweiten Sprintweltcup der Saison in Davos. Diesmal triumphierte er in der freien Technik. Am 20. Dezember 2008 gewann er auch den dritten Sprintweltcup der Saison in Düsseldorf und übernahm mit diesem Sieg auch die Führung im Gesamtweltcup. Nachdem er auf eine Teilnahme an der Tour de Ski verzichtet hatte, belegte er beim Weltcup in Vancouver den zweiten Platz hinter dem Schweden Emil Jönsson. Zwei Wochen später triumphierte Hattestad beim Weltcup in Otepää und baute somit seine Führung im Sprintweltcup weiter aus. Beim darauffolgenden Sprint in Rybinsk zählte Hattestad ebenfalls zu den Favoriten. Doch bei Temperaturen von −17 °C verzichtete das gesamte norwegische Team auf einen Start. Der letzte Weltcup vor den Nordischen Skiweltmeisterschaften fand im italienischen Valdidentro statt. Hattestad konnte auch diesen Wettkampf für sich entscheiden. Bei den Nordischen Skiweltmeisterschaften 2009 in Liberec gewann er die Goldmedaille im Sprintwettbewerb, welcher in der freien Technik ausgetragen wurde sowie gemeinsam mit Johan Kjølstad den Weltmeistertitel im Teamsprint in der klassischen Technik. Nach der Weltmeisterschaft standen die letzten Weltcups der Saison auf dem Programm. In Lahti platzierte sich Hattestad als Zweiter wieder auf dem Podium. Mit diesem Resultat sicherte er sich wie im Jahr davor den Sieg im Sprintweltcup. Beim Sprint in Trondheim sicherte sich Hattestad den sechsten Saisonsieg. Damit wahrte er die Chance, den Gesamtweltcup auf dem dritten Platz abzuschließen. Beim Weltcup in Stockholm erreichte er den 7. Platz, was das schlechteste Saisonresultat in einem Sprint für ihn bedeutete.
Bei den Olympischen Winterspielen 2010 in Vancouver verpasste Hattestad als Vierter im Sprint nur knapp seine erste Olympiamedaille. Zu Beginn der Saison 2010/11 gelang ihm im Teamsprint von Düsseldorf gemeinsam mit Anders Gløersen sein zweiter Weltcup-Sieg in dieser Disziplin. Im Januar feierte er zudem in Liberec einen erneuten Sieg im Sprint. Auch im Teamsprint dominierte er deutlich und feierte mit Johan Kjølstad seinen dritten Teamsprint-Weltcup-Sieg.
Bei den Nordischen Skiweltmeisterschaften 2011 in Oslo gewann er im Teamsprint die Silbermedaille. Auch in die Saison 2011/12 startete Hattestad mit einem Sprint-Sieg in Düsseldorf. Es blieb im Weltcup für einige Zeit sein letzter Einzelsieg. Bei den Nordischen Skiweltmeisterschaften 2013 im Val di Fiemme verpasste er als Neunter im Sprint eine erneute Weltmeisterschaftsmedaille.
Zur Saison 2013/14 gelang es Hattestad in Toblach wieder die Konkurrenz zu beherrschen. Nachdem er bereits die Qualifikation gewinnen konnte, erreichte er auch beim Sprintweltcup selbst erneut einen Sieg. Bei den folgenden Olympischen Winterspielen 2014 überzeugte Hattestad im Sprint erneut und sicherte sich seinen ersten Olympiaerfolg. Eine weitere Medaille verpasste er als Vierter im Teamsprint nur knapp. Auch das letzte Sprintrennen der Saison in Drammen gewann er. In der Saison 2014/15 errang er im Sprint in Otepää den zweiten Platz und in Drammen den dritten Rang. Bei den Nordischen Skiweltmeisterschaften 2015 in Falun holte er Bronze im Sprint. Die Saison beendete er auf dem neunten Rang im Sprintweltcup. In der Saison 2015/16 kam er bei neun Teilnahmen im Sprintweltcup, dreimal unter die ersten Zehn, darunter zweite Plätze in Drammen und in Stockholm und erreichte damit den siebten Platz im Sprintweltcup.
Sein letztes Weltcuprennen bestritt er am 11. Dezember 2016 in Davos, wo er den achten Platz im Sprint in der freien Technik belegte. In der Folge musste Hattestad aufgrund gesundheitlicher Probleme seine Starts bei einem FIS-Rennen, einem Continental-Cup-Rennen und auch beim Weltcuprennen in Toblach absagen. Im Mai 2018 gab er schlussendlich sein Karriereende bekannt.

## Training
Hattestad gehört zu der Generation der norwegischen Skilangläufer, die ihr Training seit der Aufnahme in den Kader systematisch erfasst haben (Puls- und Belastungswerte sowie Streckenlänge etc. jedes Trainings). Hierbei stellte es sich heraus, dass er bedeutend mehr und mit wesentlich niedrigerer Intensität trainiert hat, als die Konkurrenz in Deutschland oder anderen nicht-skandinavischen Ländern. Während in Deutschland ca. ein Drittel des Lauftrainings oberhalb der anaeroben Schwelle stattfindet, war es bei diesen Norwegern nur 9 %. Während in Deutschland die Ermüdungswiderstandsfähigkeit trainiert wird, trainieren die Norweger die aerobe Ausdauer, was sich im Sprint vor allem im 3. und 4. Rennen siegbringend bemerkbar macht.

## Erfolge

### Siege bei Weltcuprennen

#### Weltcupsiege im Einzel
| Nr. | Datum             | Ort         | Disziplin               |
| --- | ----------------- | ----------- | ----------------------- |
| 1.  | 15. Februar 2007  | Changchun   | 1,2 km Sprint klassisch |
| 2.  | 5. März 2008      | Drammen     | 1,2 km Sprint klassisch |
| 3.  | 29. November 2008 | Kuusamo     | 1,2 km Sprint klassisch |
| 4.  | 14. Dezember 2008 | Davos       | 1,7 km Sprint Freistil  |
| 5.  | 20. Dezember 2008 | Düsseldorf  | 1,5 km Sprint Freistil  |
| 6.  | 25. Januar 2009   | Otepää      | 1,4 km Sprint klassisch |
| 7.  | 13. Februar 2009  | Valdidentro | 1,7 km Sprint Freistil  |
| 8.  | 12. März 2009     | Trondheim   | 1,6 km Sprint klassisch |
| 9.  | 28. November 2009 | Kuusamo     | 1,4 km Sprint klassisch |
| 10. | 15. Januar 2011   | Liberec     | 1,6 km Sprint Freistil  |
| 11. | 3. Dezember 2011  | Düsseldorf  | 1,7 km Sprint Freistil  |
| 12. | 2. Februar 2014   | Toblach     | 1,3 km Sprint Freistil  |
| 13. | 5. März 2014      | Drammen     | 1,3 km Sprint klassisch |

#### Weltcupsiege im Team
| Nr. | Datum             | Ort        | Disziplin                         |
| --- | ----------------- | ---------- | --------------------------------- |
| 1.  | 21. Dezember 2008 | Düsseldorf | 6 × 1,5 km Teamsprint Freistil 1  |
| 2.  | 5. Dezember 2010  | Düsseldorf | 6 × 1,6 km Teamsprint Freistil 2  |
| 3.  | 16. Januar 2011   | Liberec    | 6 × 1,6 km Teamsprint klassisch 3 |
| 4.  | 22. Dezember 2013 | Asiago     | 6 × 1,7 km Teamsprint klassisch 4 |

### Siege bei Continental-Cup-Rennen
| Nr. | Datum             | Ort      | Disziplin        | Serie            |
| --- | ----------------- | -------- | ---------------- | ---------------- |
| 1.  | 16. Dezember 2006 | Vuokatti | Sprint klassisch | Scandinavian Cup |
| 2.  | 10. Januar 2015   | Falun    | Sprint Freistil  | Scandinavian Cup |

### Medaillen bei nationalen Meisterschaften
- 2007: Gold im Sprint
- 2008: Gold im Sprint
- 2010: Silber im Sprint
- 2014: Gold im Sprint

## Statistik

### Weltcup-Platzierungen
Die Tabelle zeigt die erreichten Platzierungen im Einzelnen.
- 1.–3. Platz: Anzahl der Podiumsplatzierungen
- Top 10: Anzahl der Platzierungen unter den ersten zehn
- Punkteränge: Anzahl der Platzierungen innerhalb der Punkteränge
- Starts: Anzahl gelaufener Rennen in der jeweiligen Disziplin
- Hinweis: Bei den Distanzrennen erfolgt die Einordnung gemäß FIS.

| Platzierung         | Distanzrennen a | Distanzrennen a | Distanzrennen a | Distanzrennen a | Distanzrennen a | Skiathlon Verfolgung | Sprint | Etappen- rennen b | Gesamt | Team c | Team c  |
| Platzierung         | ≤ 5 km          | ≤ 10 km         | ≤ 15 km         | ≤ 30 km         | > 30 km         | Skiathlon Verfolgung | Sprint | Etappen- rennen b | Gesamt | Sprint | Staffel |
| ------------------- | --------------- | --------------- | --------------- | --------------- | --------------- | -------------------- | ------ | ----------------- | ------ | ------ | ------- |
| 1. Platz            |                 |                 |                 |                 |                 |                      | 13     |                   | 13     | 4      |         |
| 2. Platz            |                 |                 |                 |                 |                 |                      | 12     |                   | 12     |        |         |
| 3. Platz            |                 |                 |                 |                 |                 |                      | 7      |                   | 7      | 2      |         |
| Top 10              |                 |                 |                 |                 |                 |                      | 55     |                   | 55     | 9      |         |
| Punkteränge         |                 | 1               |                 |                 |                 | 1                    | 84     |                   | 86     | 10     |         |
| Starts              | 6               | 1               | 4               |                 |                 | 10                   | 96     | 4                 | 121    | 10     |         |
| Stand: Karriereende |                 |                 |                 |                 |                 |                      |        |                   |        |        |         |

### Weltcup-Wertungen
| Saison  | Gesamt | Gesamt | Distanz | Distanz | Sprint | Sprint |
| Saison  | Punkte | Platz  | Punkte  | Platz   | Punkte | Platz  |
| ------- | ------ | ------ | ------- | ------- | ------ | ------ |
| 2004/05 | 182    | 28.    | -       | -       | 182    | 9.     |
| 2005/06 | 129    | 42.    | -       | -       | 129    | 16.    |
| 2006/07 | 177    | 30.    | -       | -       | 178    | 9.     |
| 2007/08 | 450    | 14.    | -       | -       | 450    | 1.     |
| 2008/09 | 792    | 3.     | -       | -       | 792    | 1.     |
| 2009/10 | 312    | 20.    | -       | -       | 312    | 5.     |
| 2010/11 | 407    | 18.    | -       | -       | 407    | 2.     |
| 2011/12 | 426    | 21.    | -       | -       | 426    | 5.     |
| 2012/13 | 122    | 51.    | -       | -       | 122    | 16.    |
| 2013/14 | 374    | 15.    | 11      | 86.     | 363    | 1.     |
| 2014/15 | 204    | 33.    | -       | -       | 204    | 9.     |
| 2015/16 | 302    | 26.    | 11      | 72.     | 291    | 7.     |
| 2016/17 | 32     | 98.    | -       | -       | 32     | 46.    |